# Глубокое (Восточно-Казахстанская область)
Глубокое (каз. Глубокое) — посёлок в Глубоковском районе Восточно-Казахстанской области Казахстана. Административный центр и единственный населённый пункт Глубоковской поселковой администрации. Код КАТО — 634030100.

## География
Находится в 23 км к северо-западу от Усть-Каменогорска.
В посёлке находился Иртышский медеплавильный завод корпорации «Казахмыс». В данный момент на его территории расположен завод по производству минерально-ватных утеплителей.
Железнодорожная станция — «Иртышский Завод».

## Население
| 1939    | 1959    | 1970    | 1979    | 1989    | 1999    | 2009  |
| ------- | ------- | ------- | ------- | ------- | ------- | ----- |
| 11 096  | ↗14 301 | ↘12 274 | ↘11 705 | ↗12 553 | ↘10 527 | ↘9652 |
| 2021    |         |         |         |         |         |       |
| ↗10 677 |         |         |         |         |         |       |

В 1999 году население посёлка составляло 10527 человек (4859 мужчин и 5668 женщин). По данным переписи 2009 года в посёлке проживали 9652 человека (4462 мужчины и 5190 женщин).
На начало 2019 года население посёлка составило 9548 человек (4473 мужчины и 5075 женщин).

## Известные уроженцы, жители
Кузнецов, Никита Александрович — российский биолог, специалист в области биокинетики.